# Commenailles
Commenailles är en kommun i departementet Jura i regionen Bourgogne-Franche-Comté i östra Frankrike. Kommunen ligger i kantonen Chaumergy som tillhör arrondissementet Lons-le-Saunier. År 2022 hade Commenailles 900 invånare.

## Befolkningsutveckling
Antalet invånare i kommunen Commenailles
Referens:INSEE